# فريغيون

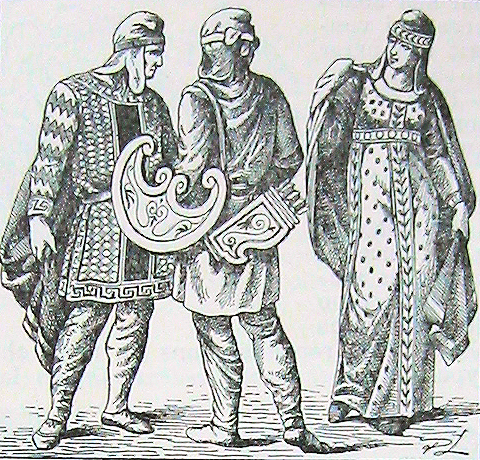
الفريغيون

كان الفريغيون (بالإنجليزية: Phrygians) (باليونانية: Φρύγες) (وتكتب أيضا ك «Phruges» أو «Phryges») أشخاصًا يتحدثون لغة هندوأوروبية، سكنوا وسط غرب الأناضول في العصور القديمة. وكانوا مرتبطين باليونانيين.
استخدم المؤلفون اليونانيون القدماء مصطلح «فريغيون» كمصطلح جامع لوصف مجمع عرقي ثقافي واسع يقع أساسًا في المناطق الوسطى من الأناضول بدلاً من الدلالة على «قبيلة» أو «شعب» واحد، كما أن تجانس المصطلح العرقي واللغوي قابل للنقاش. كان الفريغيون يسكنون في البداية في جنوب البلقان - وفقًا لهيرودوت - تحت اسم بريغيس («Bryges» أو «Briges»)، وقاموا بتغييرها إلى فريغيس («Phryges») بعد هجرتهم الأخيرة إلى الأناضول، عبر هيليسبونت. ومع ذلك، فإن مسألة أصول البلقان للفريغيين أمر يختلف فيه العلماء المعاصرون.
طورت فريغيا ثقافة متقدمة من العصر البرونزي. ترتبط أقدم تقاليد الموسيقى اليونانية جزئيًا بالموسيقى الفريغية التي انتقلت عبر المستعمرات اليونانية في الأناضول. وخاصة النمط الموسيقي الفريغي والذي كان يُعتبر الوضع الحربي في الموسيقى اليونانية القديمة. وفقًا للأسطورة تلقى ميداس الفريغي ملك «اللمسة الذهبية» تعليمه في الموسيقى من قبل أورفيوس نفسه. تعتبر آلة «أولوس» اختراعا موسيقيا آخر أصله من فريغيا، وهي آلة من القصب ذات أنبوبين. في الأيقونات اليونانية الكلاسيكية، يتم تمثيل باريس الطروادي على أنه غير يوناني بقبعته الفريغية، والتي كان يرتديها أيضًا الميثرائيون، والتي نجت في الصور الحديثة باسم «غطاء الحرية» للثوار الأمريكيين والفرنسيين.
تحدث الفريغيون اللغة الفريغية، وهي أحد أفراد الأسرة اللغوية الهندوأوروبية. ويعتبر إجماع العلماء الحديث على أن اللغة اليونانية أقرب أقربائها.

## التاريخ
غالبًا ما يشير التاريخ حوالي 1180 قبل الميلاد للإشارة إلى تدفق البريجيين ما قبل الفريغيين أو المشكيين، الذي تزامن مع نهاية الإمبراطورية الحثية. بعد هذا التاريخ، احتفظت فريغيا بهويتها الثقافية المنفصلة. من بدايات قبلية وقروية، نشأت دولة فريغيا في القرن الثامن قبل الميلاد بعاصمتها في غورديوم. غزاها الكيميريون نحو عام 690 قبل الميلاد. غزتها جارتها ليديا لفترة وجيزة قبل أن تنتقل بالتتابع إلى الإمبراطورية الفارسية لكورش الكبير ولاحقًا إلى إمبراطورية الإسكندر وخلفائه. لاحقًا، استولى عليها الأتاليديون في برغامون، وأصبحت في نهاية المطاف جزءًا من الإمبراطورية الرومانية. يعود آخر ذكر للغة الفريغية إلى القرن الخامس الميلادي ومن المرجح أنها انقرضت بحلول القرن السابع.

### الهجرة
بعد انهيار الإمبراطورية الحثية في بداية القرن الثاني عشر قبل الميلاد، ملأت موجة من من المهاجرين الهندو-أوروبيين و«شعوب البحر» الفراغ السياسي في وسط وغرب الأناضول، من بينهم أيضًا كان الفريغيون، الذين أسسوا مملكتهم بعاصمة في نهاية المطاف في غورديوم. لا يُعرف حاليًا ما إذا شارك الفريغيون بنشاط في انهيار العاصمة الحثية خاتوشا أو ما إذا كانوا قد انتقلوا ببساطة إلى الفراغ الذي خلفه انهيار الهيمنة الحثية. عثر علماء الآثار على ما يُعرف بالفخار اليدوي ذو العقد في مواقع من هذه الفترة في غرب الأناضول. وفقًا للأساطير اليونانية، كان ميداس ملك الفريغيين، الذين كانوا يُدعون في الأصل البريجيين (بريجي) وجاؤوا من الجزء الغربي من تراقيا أو مقدونيا القديمة. قيل أن ميداس اتصل بالملك ميتا من المشكيين. ع ذلك، فإن أصول المشكيين وعلاقتهم بالفريغيين غير مؤكدة. يرى بعض المفكرين أن ميتا كان اسمًا لويًا (سًجل في آسيا الصغرى في القرن الخامس عشر قبل الميلاد).
رغم دعم العديد من المؤرخين الحديثين لنظرية الهجرة، فإن معظم علماء الآثار قد تخلوا عن فرضية الهجرة المتعلقة بأصل الفريغيين بسبب نقص الأدلة الأثرية الكافية، إذ تستند نظرية الهجرة فقط إلى روايات هيرودوت وزانثوس.

### بين القرنين السابع والثامن
تتحدث المصادر الآشورية من القرن الثامن قبل الميلاد عن الملك ميتا من المشكيين، الذي عرف بكونه الملك ميداس من فريغيا. تسجل نقوش آشورية أن ميتا تحالف مع سرجون الآشوري في عام 709 قبل الميلاد. ظهر نوع مميز من الفخار الفريغي يُدعى «الفخار المصقول» في القرن الثامن قبل الميلاد. أسس الفريغيون مملكة قوية استمرت حتى صعود ليديا في القرن السابع قبل الميلاد. تحت حكم ملوك يحملون بالتناوب اسمي غوردياس وميداس، حافظت المملكة الفريغية المستقلة في القرنين الثامن والسابع قبل الميلاد على اتصالات تجارية وثيقة مع جيرانها في الشرق ومع الإغريق في الغرب. يبدو أن فريغيا كانت قادرة على التعايش مع أي قوة هيمنت في شرق الأناضول في ذلك الوقت.
شكل غزو الكيميريين للأناضول في أواخر القرن الثامن قبل الميلاد وأوائل القرن السابع قبل الميلاد ضربة قاضية لفريغيا المستقلة. أدى ضغط الكيميريين وهجماتهم في النهاية إلى انتحار آخر ملوكها، ميداس، وفقًا للأسطورة. سقطت غورديوم في أيدي الكيميريين في عام 696 قبل الميلاد ونهبت وحرقت، كما ورد لاحقًا في تقارير هيرودوت.
أسفرت سلسلة من الحفريات عن جعل غورديوم كواحد من أكثر المواقع الأثرية كشفًا في تركيا. أكدت التنقيبات حدوث تدمير عنيف لغورديوم حوالي عام 675 قبل الميلاد. كشفت التنقيبات عن قبر يعود لفترة ميداس، والذي يُعرف شعبيًا باسم «قبر ميداس»، واحتوى على هيكل خشبي مدفون بعمق تحت تل ضخم، ويضم مقتنيات جنائزية، وتابوتًا، وأثاثًا، وقرابين غذائية (متحف الآثار، أنقرة). يحتوي موقع غورديوم على برنامج بناء لاحق كبير، ربما يعود للملك الليدي ألياتس في القرن السادس قبل الميلاد.
استمرت ممالك فريغية صغيرة في الوجود بعد نهاية الإمبراطورية الفريغية، واستمر الفن والثقافة الفريغية في الازدهار. بقي الكيميريون في الأناضول لكن لم يبدو أنهم أنشأوا مملكة خاصة بهم. صد الليديون الكيميريين في عشرينيات القرن السادس قبل الميلاد، وأُدمجت فريغيا في إمبراطورية ليدية قصيرة الأمد. سقط الجزء الشرقي من الإمبراطورية الفريغية السابقة في أيدي الميديين في عام 585 قبل الميلاد.

### إمبراطورية كرويسوس الليدية
في عهد الملك كرويسوس الثري المشهور (حكم من 560–546 قبل الميلاد)، ظلت فريغيا جزءًا من الإمبراطورية الليدية التي امتدت شرقًا إلى نهر هاليس. قد يكون هناك صدى للصراع مع ليديا وربما إشارة مبطنة إلى الرهائن الملكيين في أسطورة أدراستوس، الذي عانى من سوء الحظ مرتين. أدراستوس هو ابن الملك غورديوس والملكة يورينومي. قتل أدراستوس أخاه عن طريق الخطأ ونفى نفسه إلى ليديا، حيث استقبله الملك كرويسوس. مرة أخرى، قتل أدراستوس عن طريق الخطأ ابن كرويسوس ثم انتحر.

### تاريخ ما بعد الدولة
تمكن كورش من غزو ليديا وكرويسوس في عام 546 قبل الميلاد، ووقعت فريغيا تحت السيطرة الفارسية. بعد أن أصبح داريوس إمبراطورًا فارسيًا في عام 521 قبل الميلاد، أعاد بناء طريق التجارة القديم ليصبح «الطريق الملكي» الفارسي وأدخل إصلاحات إدارية شملت إنشاء المرزبانيات (المقاطعات). في القرن الخامس، تقسمت فريغيا إلى مقاطعتين إداريتين: فريغيا الهيلسبونتية (أو فريغيا الصغرى) مع جعل عاصمتها الإقليمية في داسكيليوم، ومقاطعة فريغيا الكبرى.

## الثقافة

### اللغة
اللغة الفريغية فرد ضمن العائلة اللغوية الهندو-أوروبية، ويجري النقاش حول مكانتها الدقيقة ضمن هذه العائلة نظرًا للطبيعة المجتزأة للأدلة المتوفرة عنها. فضلًا عن ذلك، يتضح من الأدلة المتاحة أن الفريغية تشترك في سمات مهمة مع اليونانية والأرمنية. تُعد الفريغية جزءًا من مجموعة لغات «السنتوم» في الهندو-أوروبية. بين القرن التاسع عشر والنصف الأول من القرن العشرين، اعتبرت الفريغية في الغالب لغة من نوع «الساتم»، وبالتالي أقرب إلى الأرمنية والتراقية، بينما تُعتبر اليوم عمومًا لغة من نوع «السنتوم»، وبالتالي أقرب إلى اليونانية.
يعود السبب في اعتبار الفريغية سابقًا لغة «ساتم» إلى عمليتين ثانويتين أثرتا عليها. أولًا، دمجت الفريغية بين الأصوات الشفوية اللفظية القديمة مع الأصوات الحلقية العادية. ثانيًا، عند الاتصال مع حروف العلة الحنكية /e/ و /i/، خاصة في الموقع الأولي، تحنّكت بعض الحروف الساكنة. بالإضافة إلى ذلك، قدم كورتلاندت (1988) تغيرات صوتية مشتركة بين التراقية والأرمنية، وبيَّن انفصالهما عن الفريغية وبقية اللغات البلقانية القديمة في مرحلة مبكرة.
يعتبر الإجماع الحديث اللغة اليونانية أقرب اللغات إلى الفريغية، وهو موقف يدعمه كل من بريكشه، نيومان، ماتزينغر، وودهاوس، ليغوريو، لوبوتسكي، وأوبرادور-كورساخ. علاوة على ذلك، من بين 36 ظاهرة لغوية (لهجوية) فريغية مسجلة، تشترك الفريغية مع اليونانية في 34 منها، مع وجود 22 منها حصريًا بينهما. خلال الخمسين سنة الماضية، طوّر الباحثون في اللغة الفريغية فرضية تفترض وجود مرحلة ما قبل يونانية-فريغية، نشأت منها اللغتان اليونانية والفريغية. في حال وثقت الفريغية بشكل كافٍ، لربما أمكن إعادة بناء تلك المرحلة.

### علم الآثار
بناءً على سجل أثري ضئيل للغاية، رأى بعض العلماء مثل نيكولاس هاموند ويوجين ن. بورزا أن الفريغيين كانوا أعضاء في حضارة لوساتيان التي هاجرت إلى جنوب البلقان خلال أواخر العصر البرونزي. يدعم العديد من المؤرخين نظرية هجرة الفريغيين من أوروبا إلى آسيا الصغرى حوالي عام 1200 قبل الميلاد؛ مع ذلك، تخلى علماء الآثار الأناضوليون عمومًا عن هذه الفكرة بسبب عدم وجود الفخار الغربي (الأوروبي) واستمرار أنماط الفخار السابقة لانهيار العصر البرونزي في وسط آسيا الصغرى. رأى البعض أن هجرة الفريغيين إلى آسيا الصغرى، التي ذكرت المصادر اليونانية أنها حدثت بعد وقت قصير من حرب طروادة، حدثت في وقت أبكر وعلى مراحل متعددة.